# Sonsoles Ónega
Sonsoles Ónega Salcedo (Madrid, 30 de noviembre de 1977) es una periodista, presentadora de televisión y escritora española.

## Biografía
Hija del también periodista Fernando Ónega y de Marisol Salcedo y hermana de Cristina Ónega, se licenció en Periodismo por la Universidad CEU San Pablo.
Especializada en medios audiovisuales, comenzó su andadura profesional en CNN+. De ahí pasó a la cadena Cuatro. En 2008 se incorporó a los servicios informativos de Telecinco, donde durante diez años ejerció como cronista parlamentaria, destacada en el Congreso de los Diputados.
Desde 2018 hasta 2022, presentó el programa de sucesos de la misma cadena Ya es mediodía.
Además, colaboró como analista político en el espacio radiofónico La tarde de COPE.
En cuanto a su faceta literaria, en 2004 publicó la novela corta Calle Habana, esquina Obispo. Seguiría Donde Dios no estuvo, sobre el 11-M. No obstante, su mayor éxito fue la novela Después del amor (2017), ambientada en la España de la II República.
En 2020, Sonsoles se embarcó en nuevo proyecto televisivo y fue la encargada de presentar las galas dominicales de su primer reality, La casa fuerte un espacio de prime time.
Durante 2021 y 2022, presentó Ya son las ocho.
En julio de 2022, fichó por Atresmedia Televisión para presentar un nuevo proyecto en Antena 3 llamado Y ahora Sonsoles, estrenado el 24 de octubre de ese mismo año.
En diciembre de 2023, participó como colaboración especial en los capítulos 2773 y 2775 de la última temporada de la serie Amar es para siempre, interpretando a Sonsoles, jefa de prensa del alcalde madrileño Tierno Galván.
El 7 de marzo de 2025, expulsa de su programa a una mujer transexual, le dijo "¡Qué le corten el micrófono!" y corta la entrevista con Francisca y sentencia "Es la primera vez que me arrepiento de traer a alguien a plató", y sería acusada de transfobia.

## Vida privada
Casada desde 2008 con el abogado Carlos Pardo Sanz, es madre de dos hijos. En agosto de 2019 cesó la convivencia con su marido y en 2020 se dio a conocer su separación.

## Televisión

### Programas
| Año             | Programa                           | Cadena    | Notas                              |
| --------------- | ---------------------------------- | --------- | ---------------------------------- |
| 1999 - 2005     | Informativos                       | CNN+      | Redactora                          |
| 2005 - 2008     | Noticias Cuatro                    | Cuatro    | Reportera                          |
| 2007            | 11-M: La derrota de los embusteros | Cuatro    | Presentadora                       |
| 2008 - 2018     | Informativos Telecinco             | Telecinco | Reportera y cronista parlamentaria |
| 2018 - 2022     | Ya es mediodía                     | Telecinco | Presentadora                       |
| 2020            | A propósito de Supervivientes      | Telecinco | Presentadora                       |
| 2020            | La casa fuerte                     | Telecinco | Presentadora                       |
| 2020            | Quijotes del siglo XXI             | Telecinco | Presentadora                       |
| 2021 - 2022     | Ya son las ocho                    | Telecinco | Presentadora                       |
| 2022 - presente | Y ahora Sonsoles                   | Antena 3  | Presentadora                       |
| 2023 - 2024     | Hablando en plata                  | Antena 3  | Presentadora                       |
| 2024 - presente | Lo tenemos que hablar              | Antena 3  | Presentadora                       |

#### Como invitada
| Año         | Programa                                 | Cadena    | Notas    |
| ----------- | ---------------------------------------- | --------- | -------- |
| 2019        | Todo es mentira                          | Cuatro    | Invitada |
| 2020        | Adivina qué hago esta noche              | Cuatro    | Invitada |
| 2020        | Sálvame                                  | Telecinco | Invitada |
| 2021        | Volverte a ver                           | Telecinco | Invitada |
| 2021        | Rocío, contar la verdad para seguir viva | Telecinco | Invitada |
| 2022 - 2023 | El hormiguero                            | Antena 3  | Invitada |
| 2022; 2024  | La Roca                                  | Antena 3  | Invitada |
| 2022        | Pasapalabra                              | Antena 3  | Invitada |
| 2022        | Zapeando                                 | La Sexta  | Invitada |
| 2022        | Tu tiempo con Roberto Brasero            | Antena 3  | Invitada |
| 2022        | Espejo público                           | Antena 3  | Invitada |
| 2022        | Antena 3 Noticias                        | Antena 3  | Invitada |
| 2022        | La ruleta de la suerte                   | Antena 3  | Invitada |
| 2023        | Joaquín, el novato                       | Antena 3  | Invitada |
| 2025        | El desafío                               | Antena 3  | Invitada |

### Series de televisión
| Año  | Serie                | Canal    | Personaje | Notas       |
| ---- | -------------------- | -------- | --------- | ----------- |
| 2023 | Amar es para siempre | Antena 3 | Sonsoles  | 2 episodios |

## Premios
- Antena de Oro (2024).
- Antena de Plata
- Premio Letras de novela Corta (2004).
- Premio Fernando Lara de Novela (2017).[9]
- Premio Planeta por su novela "Las hijas de la criada" (2023).